# 飛起來吧，蝴蝶
《飛起來吧，蝴蝶》（韓語：날아올라라, 나비）是一部由《你好德古拉》的金多藝與金寶京導演執導，《青春時代》系列的朴妍善編劇執筆的韓國電視劇。劇情以美髮沙龍業為背景，讓顧客變成蝴蝶般耀眼的髮型設計師與實習生們，透過他們彼此間的互動，慢慢地學習熱愛自己並解決人生課題的方法，是韓國首部以美髮師為主角的職人劇。
本劇原訂於2022年在JTBC的月火連續劇時段播映，但因主演之一沈恩祐身陷校園霸凌爭議而遭無限延期。臺灣於同年7月15日起，在OTT平台中華電信MOD戲劇199專區、MyVideo、Hami Video全球首播；LiTV 線上影視自7月29日起同步跟播上架；8月13日起每週末晚間八點半在龍華偶像台播出。同年8月1日起，海外部份國家與地區則由Prime Video上線。

## 創意企劃
來，想想吧。你是大人，誰能摸到妳的頭髮？只有戀人或配偶。再親密的關係，即使可以拍拍肩膀或拍一下屁股，但也不會摸頭髮，因為頭髮屬於身體隱私部位。但能夠隨心所欲地摸頭髮的人，就是「美髮師」了。
知道國王最大秘密的美髮師的故事，也可以通過《國王的驢耳朵》得知，國王唯一說出對任何人都不能說的秘密的人，就是美髮師。
雖然歲月流逝，但現在也一樣。在美髮廰，我們向第一次見到或不能稱親近的美髮師，傾訴了不能對家人和朋友說的話。那不就是因為他們撫摸著我身體部位最私人的頭髮嗎？
據說韓國約有10萬家美髮廰，比咖啡廰多。美髮業從業人員多達16萬人左右，相當於每600人中就有一名美髮師。從現在起，我們以周圍經常能看到的、人們經常去的美髮廰為素材，喜愛「我」的家人們，從現在開始努力愛上「自己」的人們，就要開始「我們」的故事了。

## 演員陣容

### 主要角色
| 演員     | 角色               | 介紹 |
| 金香起   | 吳喜悅             | 21歲，雖然在實習生中年紀最小，但卻有五年經歷的資深老鳥。雖然名字叫喜悅，但卻是個性格內向、小心謹慎的人，有社交恐惧症。面對設計師的升等考試，明明很努力卻總是無法通過，也不被看好，開始懷疑自己。 |
| 崔丹尼爾 | 安光秀             | 36歲，擁有11年經驗的首席髮型設計師，又名「畢業於美術大學的男人」。擁有挑剔的人格特質、堅持自己專家意見的自戀狂美髮師。所以好壞參半，據說一年一定會有一次讓客戶哭。                               |
| 吳允兒   | Michelle（蜜雪兒） | 39歲，「飛起來吧，蝴蝶」院長。擁有17年經驗的髮型師，但話太多既是優點也是缺點，獨立扶養兩個女兒。                                                                                                 |
| 沈恩祐   | Jen（珍）          | 33歲，8年經驗設計師，又名「畢業於工科大學的女人」，是光秀的死對頭。可將同樣的染色材料搭配不同顏色，比別人有更多種的絕對色感。是極限運動愛好者，特點是過度的煙燻妝。                              |

### 「飛起來吧，蝴蝶」美髮院人物
| 演員   | 角色   | 介紹 |
| 朴柾佑 | 朴武烈 | 23至24歲，老么實習生。修長的個子、引人注目的外貌，對客人嘴甜熱絡。對外表有自信且是情話信手拈來的把妹高手，雖然看起來有些無知但也有細心、可靠的一面。 |
| 金佳熙 | 韓秀麗 | 24至25歲，3年經驗實習生。對自己的身材不自信，雖然積極的性格是優點，但有著對誰都要善良的強迫症。                                                      |
| 文太裕 | 吳老師 | 35至36歲，大齡實習生。3年經驗的晚輩實習生，接近於零存在感卻出身於S大學經營系的人物。                                                                 |

### 美髮院客人
| 演員   | 角色   | 介紹                                                           |
|        | 梁熙子 | 72歲，光秀美髮師的顧客。                                       |
| 沈惠珍 | 宋藝珍 | 61歲，店長的顧客，總是固定髮型只修髮尾。                       |
| 素珍   | 南多熙 | 33歲，在拿到喜悅的宣傳廣告單後來到美髮院，是光秀美髮師的顧客。 |
|        | 池敏熙 |                                                                |
|        | 朴世雅 | 35歲，Jen美髮師的顧客。                                        |
|        | 洪書恩 | 14歲，Jen美髮師的顧客。                                        |
|        | 安在碩 | 29歲，Jen美髮師的顧客。                                        |
| 鄭載成 | 趙元熙 | 50歲，光秀美髮師的顧客，每次都要不同髮型。                     |
|        | 林景華 | 37歲，光秀美髮師的顧客。                                       |

## 分集大綱（龍華電視版）
| 集數                                               | 標題                     |
| -------------------------------------------------- | ------------------------ |
| 1                                                  | 陰沉的美髮師             |
| 美髮師助理喜悅的陰沉氣息讓院長及眾人煩惱不已。     |                          |
| 2                                                  | 溫度還可以嗎？           |
| 美髮師助理武烈的個性有點吊兒郎當                   |                          |
| 3                                                  | 要照一下鏡子嗎？         |
| 自信的人；自卑的人。                               |                          |
| 4                                                  | 歡迎光臨，蝴蝶美髮       |
| 美髮院的起點，大家相聚的緣份。                     |                          |
| 5                                                  | 要不要換個造型呢？       |
| 喜悅的意外表白                                     |                          |
| 6                                                  | 美髮師的私人訪客         |
| 喜悅與光秀各自來了讓人驚慌的訪客。                 |                          |
| 7                                                  | 尷尬期                   |
| 無法確認自己和武烈之間是什麼關係而感到混亂的喜悅。 |                          |
| 8                                                  | 白髮的二分區式           |
| 各種意見分岐。                                     |                          |
| 9                                                  | 就算不能治癒還是能療癒   |
| 武烈和Jen的過往。                                  |                          |
| 10                                                 | 想做什麼造型呢？         |
| 暴風雨天來了個想不開的客人。                       |                          |
| 11                                                 | 黑道就要剪平頭嗎？       |
| 人畜無害的美髮師助理吳老師遇襲。                   |                          |
| 12                                                 | 你的頭髮是什麼時候做的？ |
| 喜悅在意武烈的過往情史。                           |                          |
| 13                                                 | 方臉搭配短髮             |
| 美髮師助理秀麗和Jen翻臉。                          |                          |
| 14                                                 | 毫無損傷的秀髮           |
| 蝴蝶美髮的員工們正在經歷各種第一次的到來。         |                          |
| 15                                                 | 歡迎再度光臨蝴蝶美髮     |
| 填補武烈空缺的新助理登場。                         |                          |
| 16                                                 | 番外篇：回首當時         |
| 喜悅撿到客人的遺失物。                             |                          |

## 外部連結
- Daum上《飛起來吧，蝴蝶》的資料
- 臺灣東森電視官方網站（繁體中文）

| 臺灣 龍華偶像台 星期六、日 20:30 - 22:30（兩集連播） · 9月18日 20:30 - 21:30 | 臺灣 龍華偶像台 星期六、日 20:30 - 22:30（兩集連播） · 9月18日 20:30 - 21:30 | 臺灣 龍華偶像台 星期六、日 20:30 - 22:30（兩集連播） · 9月18日 20:30 - 21:30 |
| ---------------------------------------------------------------------------- | ---------------------------------------------------------------------------- | ---------------------------------------------------------------------------- |
|                                                                              | 飛起來吧，蝴蝶 （2022年8月13日—2022年9月18日）                               |                                                                              |
| 請確認活動 （2022年6月18日—2022年6月25日）                                   | 高斯電子公司 （2022年11月19日—2022年12月25日）                               |                                                                              |

| 臺灣 東森戲劇台 星期一至五 22:00 - 24:00      | 臺灣 東森戲劇台 星期一至五 22:00 - 24:00      | 臺灣 東森戲劇台 星期一至五 22:00 - 24:00 |
| --------------------------------------------- | --------------------------------------------- | ---------------------------------------- |
|                                               | 飛起來吧 蝴蝶 （2024年2月16日—2024年3月20日） |                                          |
| 舉重妖精金福珠 （2024年1月22日—2024年2月6日） | WWW檢索愛情 （2024年4月9日—2024年4月25日）    |                                          |